# Doland
Doland és una població dels Estats Units a l'estat de Dakota del Sud. Segons el cens del 2000 tenia 297 habitants.

## Demografia
Segons el cens del 2000, Doland tenia 297 habitants, 120 habitatges, i 75 famílies. La densitat de població era de 194,4 habitants per km².
Dels 120 habitatges en un 33,3% hi vivien nens de menys de 18 anys, en un 55% hi vivien parelles casades, en un 5% dones solteres, i en un 36,7% no eren unitats familiars. En el 34,2% dels habitatges hi vivien persones soles el 19,2% de les quals corresponia a persones de 65 anys o més que vivien soles. El nombre mitjà de persones vivint en cada habitatge era de 2,48 i el nombre mitjà de persones que vivien en cada família era de 3,22.
Per edats la població es repartia de la següent manera: un 30,3% tenia menys de 18 anys, un 5,7% entre 18 i 24, un 29% entre 25 i 44, un 20,2% de 45 a 60 i un 14,8% 65 anys o més.
L'edat mediana era de 37 anys. Per cada 100 dones de 18 o més anys hi havia 97,1 homes.
La renda mediana per habitatge era de 30.313 $ i la renda mediana per família de 35.625 $. Els homes tenien una renda mediana de 24.375 $ mentre que les dones 20.357 $. La renda per capita de la població era de 17.437 $. Entorn del 20,3% de les famílies i el 19,9% de la població estaven per davall del llindar de pobresa.

## Poblacions més properes
El següent diagrama mostra les poblacions més properes.